# Křížová cesta (Chudčice)
Křížová cesta v Chudčicích v okrese Brno-venkov vede z Chudčic východním směrem k brněnské čtvrti Kníničky na poutní místo U Tří křížů severně od Brněnské přehrady, na kopci nad obcí Chudčice. Je chráněna jako nemovitá kulturní památka České republiky.

## Historie

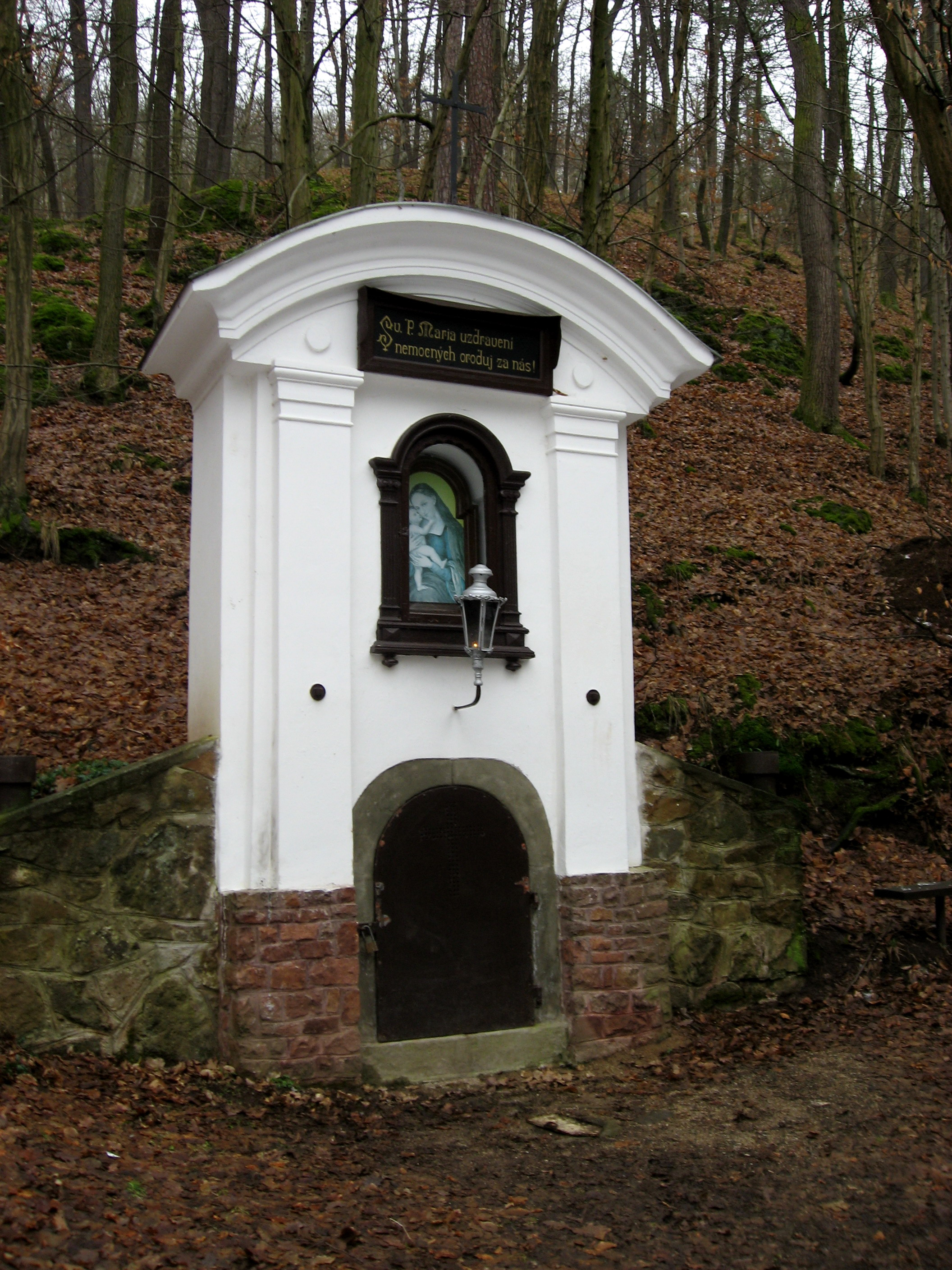
Kaple Panny Marie nad studánkou

Křížová cesta je tvořena 14 výklenkovými kaplemi, z nichž 10 se nachází na katastrálním území Kníniček a 4 v Chudčicích.
Cesta byla postavena roku 1856 podle projektu architekta Eduarda Svobody. Stavbu financovali majitelé nejbohatších chudčických usedlostí. Začíná na jihovýchodním okraji Chudčic a je lemovaná jírovcovou alejí až k okraji lesa. Poté pokračuje nahoru do Podkomorských lesů nad Brněnskou přehradou. Končí v poutním místě zvaném U Tří křížů, kde stávala kaple svatého Kříže, pravděpodobně z 13. století, zrušená roku 1784 za reforem císaře Josefa II. Na jejím místě byly později vztyčeny tři dřevěné kříže, podle nichž dostalo poutní místo své jméno. Na místě starých dřevěných křížů nechali roku 1902 vystavět nové kamenné manželé Perkovi z Chudčic, další kříž nechali postavit manželé Navrátilovi.
V lese poblíž křížové cesty se nachází kaple Panny Marie Pomocnice nad pramenem pitné vody. Kapličku s obrazem Panny Marie Pomocnice nechal roku 1856 vystavět Josef Kotovic.
Poutě se konají na Květnou neděli a poslední neděli v červnu.